# Verruyes
Verruyes è un comune francese di 930 abitanti situato nel dipartimento delle Deux-Sèvres nella regione della Nuova Aquitania.

## Geografia
Situato nel centro di Deux-Sèvres a circa 20 km da Parthenay, 30 km da Niort e 70 km da Futuroscope vicino alla palude di Poitevin.

## Urbanistica
Verruyes è un comune rurale, perché fa parte dei comuni con poca o pochissima densità, ai sensi della rete di densità municipale di Insee. Il comune è anche fuori dall'attrazione delle città 4,5.
L'utilizzo del suolo del comune, come risulta dalla banca dati europea dell'uso del suolo biofisico Corine Land Cover (CLC), è segnato dall'importanza dei terreni agricoli (96% nel 2018), una proporzione identica a quella del 1990 (96,1% ). La ripartizione dettagliata nel 2018 è la seguente: prati (43,1%), seminativi (34,6%), aree agricole eterogenee (18,3%), boschi (2,1%), aree urbanizzate (1,5%), zone industriali o commerciali e reti di comunicazione (0,4%). IGN fornisce anche uno strumento online per confrontare l'evoluzione nel tempo dell'uso del suolo nel comune (o nei territori a scale diverse). Diverse epoche sono accessibili sotto forma di mappe o foto aeree: la mappa Cassini (XVIII secolo), la mappa personale (1820-1866) e il periodo attuale (dal 1950 ad oggi) Mappa 1.

## Demografia e Società
A partire dal XXI secolo, ogni cinque anni si svolgevano censimenti effettivi dei comuni con meno di 10 000 abitanti. Per Verruyes, questo corrisponde a 2006, 2011, 201610, ecc. Le altre date di "censimento" (2009, ecc.) Sono stime legali.

### Evoluzione demografica
Abitanti censiti